# Makoto Rindō
Makoto Rindō (japanisch 林堂 眞 Rindō Makoto; * 21. November 1989 in der Präfektur Osaka) ist ein japanischer Fußballspieler.

## Karriere
Rindō erlernte das Fußballspielen in der Schulmannschaft der Narashino High School und der Universitätsmannschaft der Komazawa-Universität. Seinen ersten Vertrag unterschrieb er 2012 bei Ventforet Kofu. Der Verein spielte in der zweithöchsten Liga des Landes, der J2 League. 2012 wurde er mit dem Verein Meister der J2 League und stieg in die J1 League auf. Im Mai 2013 wechselte er zum Zweitligisten Gainare Tottori. Für den Verein absolvierte er 24 Ligaspiele. 2014 wechselte er zum Ligakonkurrenten Ehime FC. Für den Verein absolvierte er 185 Ligaspiele. 2020 wechselte er zum Drittligisten Kataller Toyama. Für den Verein aus Toyama bestritt er 109 Ligaspiele. Im Januar 2024 ging er nach Hongkong, wo er einen Vertrag beim Erstligisten Hong Kong Rangers FC unterschrieb.